# Санта Кристина (Тревизо)
Санта Кристина је насеље у Италији у округу Тревизо, региону Венето.
Према процени из 2011. у насељу је живело 1186 становника. Насеље се налази на надморској висини од 17 м.